# 95 Aretusa
95 Aretusa (mednarodno ime 95 Arethusa, starogrško starogrško Ἀρέθουσα: Arétovsa) je  asteroid tipa C v glavnem asteroidnem pasu.

## Odkritje
Asteroid je odkril Karl Theodor Robert Luther (1822 – 1900) 23. novembra 1867.. Asteroid je poimenovan po nimfi Aretusi iz grške mitologije.

## Lastnosti
Asteroid Aretusa obkroži Sonce v 5,37 letih. Njegova tirnica ima izsrednost 0,149, nagnjena pa je za 12,998° proti ekliptiki. Njegov premer je 136,0 km, okrog svoje osi pa se zavrti v 8,688 urah 

Albedo asteroida je 0,070, kar pomeni, da je zelo temen. Na površini ima verjetno preproste ogljikove spojine. 

## Okultacije
Opazovali so tri okultacije z zvezdami. Prvo 2. februarja 1998, naslednji dve pa v januarju 2003.